# ث

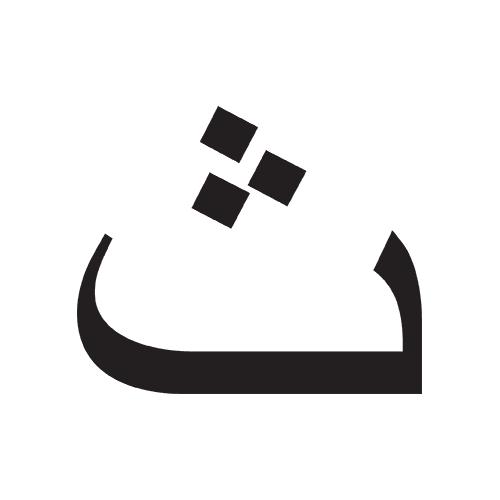
حرف ث

ث حرف پنجم در الفبای فارسی و حرف چهارم در الفبای عربی است. صدای آن در تلفظ فارسی همان صدای «س» (s) است ولی در عربی همانند «th» انگلیسی تلفظ می‌شود.

در زبان عربی نوین استاندارد این حرف به صورت «θ» تلفظ می‌شود. همچنین این حرف برابر "th" انگلیسی در کلمات "think" و "thin" است. در نام و شکل، این حرف یکی از مشتقات حرف "تاء" است. ارزش عددی این حرف ۵۰۰ است (حساب جمل را ببینید). شکل این حرف در عربی <ث> است و نامش هم <ثاء> که در حالت‌های مختلف به اشکال زیر نوشته می‌شود:در کتاب فرهنگ واژه‌های اوستا این حرف یعنی ث جزو واژه‌های اوستای است. [۱]
| شكل حرف | شكل حرف | شكل حرف | شكل حرف | شكل حرف |
| جدا     | آغازی   | میانی   | پایانی  |         |
| ث       | ث‍       | ‍ث‍        | ‍ث        |         |
| ------- | ------- | ------- | ------- | ------- |

| الفبای فارسی |    |   |    |   |   |
| الف          | ب  | پ | ت  | ث | ج |
| چ            | ‌ ح | خ | د  | ذ | ر |
| ز            | ‌ ژ | س | ‌ ش | ص | ض |
| ط            | ظ  | ع | غ  | ف | ق |
| ک            | گ  | ل | م  | ن | و |
| ه            | ی  |   |    |   |   |
| حروف دیگر    |    |   |    |   |   |
| ء            | آ  | اً | هٔ  | ة |   |

## مشابه‌ها در دیگر الفباها
| عربی، فارسی، اردو | فنیقی | عربی جنوبی | گعز | یونانی | آرامی | استرانگلو |
| ----------------- | ----- | ---------- | --- | ------ | ----- | --------- |
| ث                 | Taw   |            | ተ   | Θ      |       |           |